# Nabój 6,8 × 43 mm Remington SPC
6,8 mm Remington SPC (6,8 × 43 mm) – nowy nabój pośredni zaprojektowany przez firmę Remington Arms we współpracy z członkami Dowództwa Operacji Specjalnych Stanów Zjednoczonych (US SOCOM). Według zapowiedzi ma on być lepszy od amunicji 5,56 × 45 mm NATO oraz 7,62 mm wz. 43, oraz może być stosowany w nieznacznie zmodyfikowanej (wymiana górnej części komory zamkowej oraz lufy) dzisiejszej broni. Firma Barrett Firearms Company wyprodukowała karabin M468, będący dostosowaną do tej amunicji modyfikacją karabinu M16. Do strzelania tym rodzajem amunicji ma być dostosowana każda wersja lżejszego typu karabinu FN SCAR (SCAR-L).

## Dane techniczne
Nowy nabój ma pocisk o masie 7,45 g. Posiada właściwości balistyczne zbliżone na względnie krótkich dystansach (do 300 m) do amunicji 7,62 × 51 mm NATO. Jak wykazują dotychczasowe testy znacznie przewyższa siłą rażenia istot żywych amunicję 5,56 × 45 mm NATO. Odrzut jest niewiele większy niż w przypadku amunicji 5,56 × 45 mm.